# Kamperzeedijk-Oost
Kamperzeedijk-Oost est un hameau situé dans la commune néerlandaise de Zwartewaterland, dans la province d'Overijssel. Le 1er janvier 2006, ce hameau comptait 410 habitants.